# Ellen Parker
Ellen Parker (* 30. September 1949 in Paris, Frankreich) ist eine US-amerikanische Schauspielerin.

## Leben
Sie gab ihr Filmdebüt 1979 an der Seite von Dustin Hoffman in Kramer gegen Kramer. Danach trat sie fast ausschließlich in Fernsehproduktionen auf. So spielte sie von 1986 bis 1993 Maureen Reardon Bauer in der Seifenoper Springfield Story. Für diese Rolle wurde Parker 1993 mit dem Emmy ausgezeichnet. Außerdem sah man sie als Gaststar in Serien wie L.A. Law, Law & Order oder Ed – Der Bowling-Anwalt.
Ellen Parker ist mit einem New Yorker Arzt verheiratet. Gemeinsam haben die Eheleute ein chinesisches Mädchen adoptiert.

## Filmografie
- 1979: Great Performances (Fernsehserie, eine Folge)
- 1979: Kramer gegen Kramer (Kramer vs. Kramer)
- 1980: Countdown in Manhattan (Night of the Juggler)
- 1982: Supervisors (Kurzfilm)
- 1982: CBS Library (Fernsehserie, eine Folge)
- 1983: Kennedy (Miniserie)
- 1986: Dream Lover
- 1989–2000: Springfield Story (The Guiding Light, Fernsehserie, acht Folgen)
- 1990: 24 Stunden in seiner Gewalt (Desperate Hours)
- 1990: Junge Schicksale (ABC Afterschool Specials, Fernsehserie, eine Folge)
- 1994, 2008: Law & Order (Fernsehserie, zwei Folgen)
- 1996: Lifestories: Families in Crisis (Fernsehserie, eine Folge)
- 1997: Ties to Rachel
- 2001: Law & Order: Special Victims Unit (Fernsehserie, eine Folge)
- 2001: The Education of Max Bickford (Fernsehserie, eine Folge)
- 2002: Ed – Der Bowling-Anwalt (Ed, Fernsehserie, eine Folge)
- 2012: Blue Bloods – Crime Scene New York (Blue Bloods, Fernsehserie, eine Folge)
- 2014: Black Box (Fernsehserie, eine Folge)